# Prusten
El prusten (en alemany, 'esternudar', 'esbufegar') és un so que emeten el tigre i la pantera de les neus. És l'equivalent de baixa freqüència del ronc dels gats domèstics. Els fèlids mantenen la boca tancada i bufen pels narius, generant una mena d'esbufec. Aquest so no representa una amenaça i se sol utilitzar quan dos individus es troben en territori neutral, així com en parelles que festegen. Les mares fan aquest soroll a les seves cries per fer-les sentir segures. Aquest so ha estat observat en tigres i panteres de les neus en captivitat, que el fan als seus cuidadors.